# 中華民國展覽暨會議商業同業公會
中華民國展覽暨會議商業同業公會（簡稱展覽會議公會或展覽公會）為台灣以會議展覽活動發展為主軸，於2008年6月18日成立的財團法人，會員組成來自展覽籌組、裝潢、設計、旅行、運輸、廣告、飯店、公關、整合行銷及會議服務業者，現任理事長為中華民國對外貿易發展協會副秘書長邱揮立。
由於大多數會議展覽以台北世貿商圈為據點，為了讓台灣的會議展覽產業有共同的全國性窗口，當時致力於會議展覽服務、1999年成立的台北市展覽暨會議商業同業公會，在此一全國性組織成立後，旋即透過會員大會，宣布與此組織合併之事宜，並以全國性的「中華民國展覽暨會議商業同業公會」作為存續組織。
2015年，因應中台灣地區的展館興建熱度，與考量周邊交通建設因素，展覽會議公會於當年6月9日的理事聯席會宣布籌設中部委員會，由博思達國際有限公司總經理翁瑀擔任總召集人，於三個月後的9月14日正式設立；其後於同年11月，進軍馬來西亞吉隆坡的東協博覽會，率團籌組「MEET Taiwan 臺灣館」，進行台灣會議展覽產業的國際行銷。
2016年起，除了響應國際展覽業協會推動的全球性活動「全球展覽日」，透過研討會之舉辦進行技術交流，為了因應行政院勞動部推動的「青年就業領航計畫」，展覽會議公會於同年2月3日宣布籌設「青年委員會」，獲得包含展昭國際企業、安益國際展覽等旗下會展公司會員的支持；與此同時，亦設立專屬獎學金機制，鼓勵參與會議展覽產業的青年向上發展。
除了最基本的展覽產業推廣，現時，展覽會議公會都會透過每年一次的「台灣會展之夜」產業交流活動，揭示台灣會議展覽產業的活動成果。

## 舉辦活動

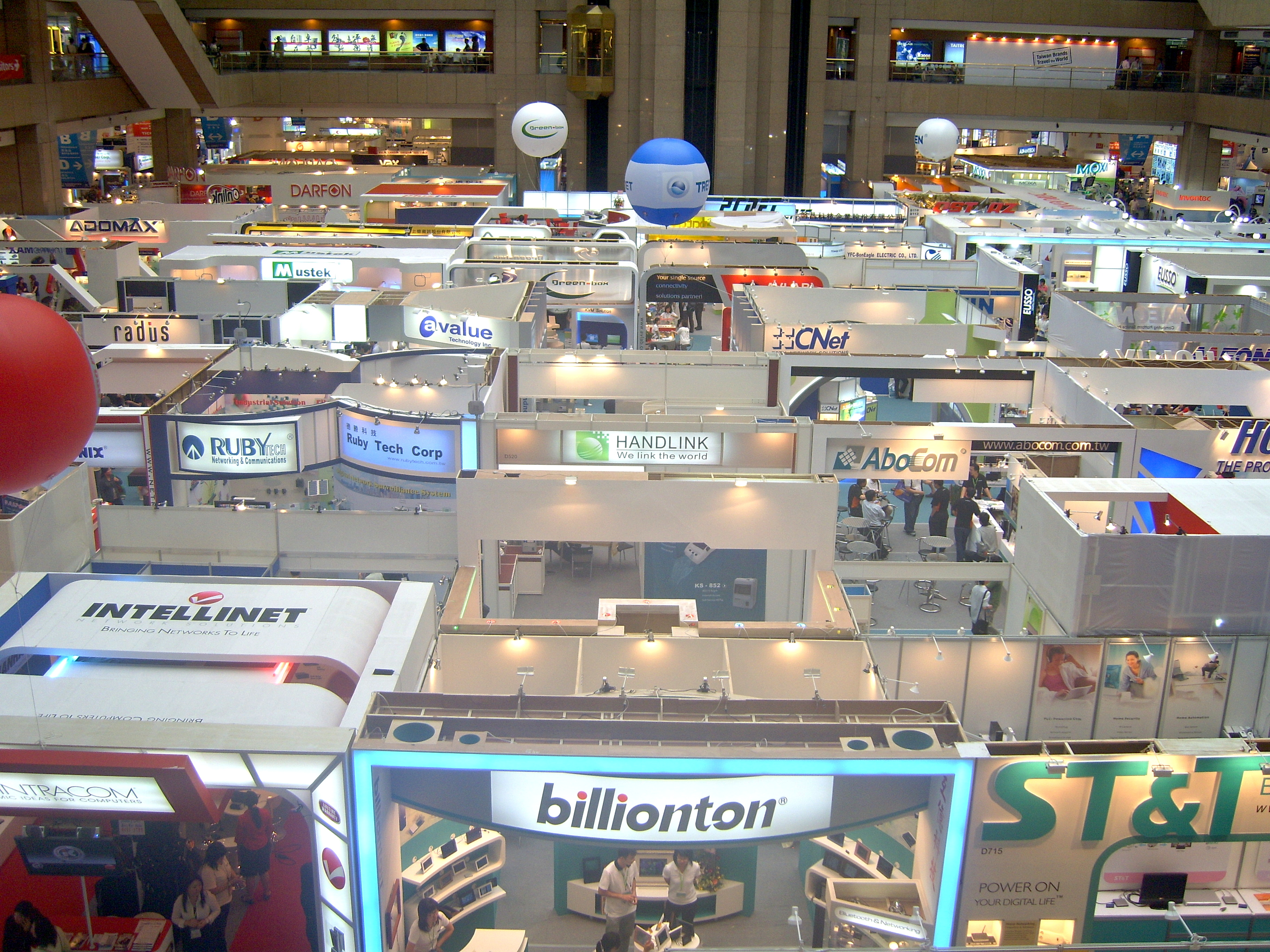
旗下會員也是合作夥伴之一，中華民國對外貿易發展協會的代表作品「台北國際電腦展」

- 台灣會展之夜
- 國際展覽業協會全球展覽日

## 歷任理事長
- 林茂廷（2008年6月18日─2014年8月12日）[12]
- 葉明水（2014年8月13日─2020年8月26日）[13]
- 邱揮立（2020年8月27日─至今）[14]

## 合作夥伴
- 中華民國對外貿易發展協會

## 外部連結
- 官方網站 （页面存档备份，存于）
- 中華民國展覽暨會議商業同業公會的Facebook專頁
- YouTube上的TECA中華民國展覽暨會議商業同業公會頻道